# Nenad Sakić
Nenad Sakić (in serbo Ненад Сакић?; Kruševac, 15 giugno 1971) è un allenatore di calcio ed ex calciatore serbo, di ruolo difensore, tecnico in seconda dello Spartak Mosca.

## Biografia

### Giocatore

#### Club
Cresciuto nel FK Napredak Kruševac ha vestito anche le maglie di Stella Rossa dal 1994 al 1997, Lecce (stagione 1997-1998) e Sampdoria (dal 1998 al 2005) seguendo i blucerchiati nella retrocessione in Serie B nell'anno del suo arrivo e nella promozione in Serie A nel 2003. Con la maglia blucerchiata ha raggiunto il terzo posto per presenze fatte da uno straniero. Nel campionato 2005-2006 ha fatto ritorno al Napredak, squadra del quale è diventato direttore sportivo a seguito del ritiro dai campi di gioco avvenuto nel 2006.

#### Nazionale
Ha collezionato 6 presenze con la nazionale jugoslava.

### Allenatore
Nella stagione 2008-2009 ha allenato il Napredak Kruševac, subentrando in gennaio. Ha portato la squadra dall'ultimo al sesto posto in classifica.
Dal 2011 fino al maggio 2012 è stato selezionatore della nazionale Under-17 serba.
Guida la nazionale fino al secondo posto della fase élite dell'Europeo 2012 di categoria, eliminata dai Paesi Bassi solo per differenza reti.
Dal maggio 2012 diventa il vice di Siniša Mihajlović, nuovo commissario tecnico della Serbia, che segue anche dopo il passaggio alla Sampdoria e al Milan.
Dopo qualche esperienza da allenatore (nell’ordine Napredak Krusevac, Nazionale Under-19 Serba e Trajal Krusevac), segue Dejan Stankovic, in qualità di vice allenatore, alla Stella Rossa nel biennio 2020-2022, alla Sampdoria nella stagione 2022-2023 e dal 4 settembre 2023 al Ferencváros. Attualmente è vice allenatore allo Spartak Mosca.

## Statistiche

### Cronologia presenze e reti in nazionale
| Cronologia completa delle presenze e delle reti in nazionale ― Jugoslavia | Cronologia completa delle presenze e delle reti in nazionale ― Jugoslavia | Cronologia completa delle presenze e delle reti in nazionale ― Jugoslavia | Cronologia completa delle presenze e delle reti in nazionale ― Jugoslavia | Cronologia completa delle presenze e delle reti in nazionale ― Jugoslavia | Cronologia completa delle presenze e delle reti in nazionale ― Jugoslavia | Cronologia completa delle presenze e delle reti in nazionale ― Jugoslavia | Cronologia completa delle presenze e delle reti in nazionale ― Jugoslavia |
| Data                                                                      | Città                                                                     | In casa                                                                   | Risultato                                                                 | Ospiti                                                                    | Competizione                                                              | Reti                                                                      | Note                                                                      |
| ------------------------------------------------------------------------- | ------------------------------------------------------------------------- | ------------------------------------------------------------------------- | ------------------------------------------------------------------------- | ------------------------------------------------------------------------- | ------------------------------------------------------------------------- | ------------------------------------------------------------------------- | ------------------------------------------------------------------------- |
| 23-9-1998                                                                 | São Luís                                                                  | Brasile                                                                   | 1 – 1                                                                     | Jugoslavia                                                                | Amichevole                                                                | -                                                                         |                                                                           |
| 23-2-2000                                                                 | Skopje                                                                    | Macedonia                                                                 | 1 – 2                                                                     | Jugoslavia                                                                | Amichevole                                                                | -                                                                         | 55’                                                                       |
| 28-3-2000                                                                 | Belgrado                                                                  | Jugoslavia                                                                | 1 – 0                                                                     | Cina                                                                      | Amichevole                                                                | -                                                                         | 46’                                                                       |
| 16-8-2000                                                                 | Belfast                                                                   | Irlanda del Nord                                                          | 1 – 2                                                                     | Jugoslavia                                                                | Amichevole                                                                | -                                                                         |                                                                           |
| 3-9-2000                                                                  | Lussemburgo                                                               | Lussemburgo                                                               | 0 – 2                                                                     | Jugoslavia                                                                | Qual. Mondiali 2002                                                       | -                                                                         | 62’                                                                       |
| 15-11-2000                                                                | Bucarest                                                                  | Romania                                                                   | 2 – 1                                                                     | Jugoslavia                                                                | Amichevole                                                                | -                                                                         | 64’                                                                       |
| Totale                                                                    |                                                                           | Presenze                                                                  | 6                                                                         |                                                                           | Reti                                                                      | 0                                                                         |                                                                           |

## Palmarès

### Giocatore

#### Club
- Campionato jugoslavo: 1

Stella Rossa: 1994-1995
- Coppa di Jugoslavia: 3

Stella Rossa: 1994-1995, 1995-1996, 1996-1997